# Deus Ex: Mankind Divided
Deus Ex: Mankind Divided é um jogo eletrônico de RPG de ação – combinando elementos de tiro em primeira pessoa e stealth – desenvolvido pela Eidos-Montréal e publicado pela Square Enix Europe. Foi lançado mundialmente em 23 de agosto de 2016 para PlayStation 4, Xbox One e Microsoft Windows, com versões para Linux e macOS estreando em 2016 e 2017, respetivamente. É o quarto título principal da série Deus Ex, sendo uma sequência direta de Deus Ex: Human Revolution lançado em 2011. A jogabilidade envolve a exploração e combate em ambientes conectados ao nível central da cidade de Praga, além de missões que geram pontos de experiência que podem ser usados para melhorar as habilidades do personagem. Escolhas de diálogos também estão presentes, com opções de respostas em pontos importantes da história afetando como alguns dos eventos ocorrem.
A história se passa em 2029, dois anos depois dos acontecimentos de Human Revolution, em um mundo que dividiu-se entre humanos normais e humanos que usam órgãos artificiais avançados e controversos conhecidos como "aprimoramentos". As pessoas aprimoradas foram segregadas depois de um evento chamado de "Incidente dos Aprimorados", levando a um acalorado debate público mundial e uma era de "apartheid mecânico". O protagonista Adam Jensen, equipado com novos aprimoramentos de última geração, atua como agente duplo para o grupo de hackers do Coletivo Jaganata com o objetivo de expor os Illuminati, que estão secretamente orquestrando os eventos do mundo. A história explora os temas do transumanismo e discriminação, além do tema recorrente da série sobre teorias da conspiração em uma ambientação cyberpunk.
O desenvolvimento de Mankind Divided começou logo depois da finalização de The Missing Link, a expansão de Human Revolution. A Eidos-Montréal desejava melhorar e polir os elementos de jogabilidade e narrativa já estabelecidos, ao mesmo tempo que abordavam opiniões e críticas feitas por jogadores e jornalistas em relação ao título anterior. Um novo motor de jogo gráfico e de jogabilidade foi construído do zero especificamente para os consoles da oitava geração, permitindo um maior nível de detalhes e inteligência artificial e combate aprimorados. A narrativa passou a ter um foco maior em realismo e em temas mais sombrios, resultando em uma sutil mudança na paleta de cores em comparação a Human Revolution. O compositor Michael McCann retornou para compor a trilha sonora, que desta vez teve o auxílio de Sascha Dikiciyan e Ed Harrison.
Mankind Divided foi anunciado pela primeira vez em 2015, porém sua campanha de divulgação gerou controvérsias de jornalistas e do público devido os slogans utilizados, enquanto um sistema de pré-venda por níveis precisou ser cancelado devido revolta dos jogadores. A narrativa principal foi expandida por meio de romances, histórias em quadrinhos e três conteúdos para download lançados pelo restante de 2016, além de um modo de jogo paralelo baseado em desafios chamado Breach. O título foi bem recebido pela crítica, que elogiou sua narrativa, gráficos e jogabilidade. Os maiores pontos negativos levantados foram problemas técnicos nos consoles e a curta duração de sua campanha. Mankind Divided teve bons números de vendas, porém surgiram rumores de que foi uma decepção comercial, criando especulações sobre o futuro da série.

## Jogabilidade

Imagem da jogabilidade de Mankind Divided, mostrando uma rua de Praga, o principal nível do jogo. Estão visíveis o HUD com as opções de atalhos, a vida do personagem e a quantidade de munição disponível.

Deus Ex: Mankind Divided é um RPG eletrônico de ação que incorpora mecânicas de tiro em primeira pessoa e stealth.  Os jogadores assumem o papel de Adam Jensen, um homem equipado com implantes cibernéticos chamados de aprimoramentos. Os ambientes do jogo vão de centros em mundo aberto até locais mais guiados e são explorados a partir de uma perspectiva em primeira pessoa, porém ações como se esconder atrás de uma proteção, conversar com personagens não jogáveis e algumas animações de ataque são mostradas em terceira pessoa. Os jogadores podem encontrar nesses centros outros personagens que avançam tanto a história principal quanto missões paralelas opcionais: Jensen ganha pontos de experiência ao completar missões e realizar outras ações como combater inimigos. Vendedores do mercado negro estão acessíveis aos jogadores e providenciam equipamentos, suprimentos, armas e munição em troca de Créditos, a moeda do jogo.
Existem diferentes modos de abordar as situações do jogo. Os jogadores podem empregar uma abordagem violenta e avançar pelos ambientes atirando em inimigos e se escondendo em proteções. Por outro lado, existe a opção de uma abordagem furtiva, evitando guardas e dispositivos de segurança, também usando coberturas para se esconder de inimigos. Jensen pode mover-se entre coberturas e esquinas enquanto permanece escondido. Subjugar inimigos no modo furtivo também possui opções letal e não letal, além de armas que podem matar ou atordoar oponentes. Jensen também pode mover os corpos de oponentes abatidos para esconderijos, impedindo que eles sejam vistos e que o alarme seja disparado. Os aprimoramentos são uma parte importante das habilidades do personagem, podendo serem melhorados através de Praxis Kits que são comprados de vendedores especiais encontrados nos ambientes ou desbloqueados automaticamente ao subir de nível: aprimoramentos de nível mais alto precisam de mais Praxis Kits para serem desbloqueados. As funções dos aprimoramentos podem ir desde melhorias para a visão de Jensen ou resistência contra danos, até aprimoramentos que permitem que ele pule de grandes alturas sem se machucar ou ganhe mais força. Alguns aprimoramentos dependem do nível de energia de Jensen, sendo desativados depois de uma quantidade de energia ser esgotada. Há também certos aprimoramentos que forçam o jogador a desligarem outros para que possam funcionar.
Armas letais e não-letais, que podem ser compradas ou tomadas de inimigos derrotados, podem ser modificadas com partes adquiridas de outras áreas. Novos componentes e elementos como dispositivos de desbloqueio chamados de multinistro podem ser comprados de vendedores ou ainda construídos do zero com recursos encontrados nas áreas de jogo. A criação de novos componentes necessita de plantas que podem ser descobertas pelo mapa. Jensen pode hackear diversos tipos de dispositivos, com o hack em si sendo dividido em dois modos. O primeiro o personagem hackeia dispositivos estáticos como computadores, o que inicia um minijogo separado em que os jogadores devem capturar pontos chamados de nódulos a fim de acessar o dispositivo. O segundo modo envolve hackear dispositivos como armadilhas laser ou robôs de segurança, iniciando outro minijogo onde zonas de um gráficos devem ser acionadas para que um dispositivo seja desabilitado. Jensen pode participar de conversas com personagens não jogáveis sobre missões principais ou paralelas, algumas das quais aprofundam a história do mundo. Ao conversar, é apresentado ao jogador diferentes opções de falas que afetam o resultado das conversas: escolher a opção certa pode ajudar a completar objetivos, enquanto a opção errada fecha essa rota e força o jogador a encontrar uma solução alternativa. Um aprimoramento "social" permite uma melhor leitura dos personagens não jogáveis através da análise de um perfil psicológico, melhorando as chances de escolher a opção de diálogo correta. A maioria das batalhas contra chefões pode ser evitada através das escolhas de diálogos corretas.
Um modo adicional de jogo chamado Breach está disponível aos jogadores. Eles assumem o papel de um hacker que se infiltra no mundo de ciberespaço do Banco Palisade a fim de recuperar dados de diversas empresas, tendo que escapar do nível dentro de um limite de tempo depois de todos os dados terem sido coletados e o monitoramento local de inimigos ativado. É similar a um jogo de arcade com um estilo gráfico surreal e poligonal, com o jogador controlando um avatar e navegando pelos ambientes, possuindo aprimoramentos únicos a esse modo que melhoram o avatar de várias maneiras. O monitoramento de inimigos modifica sua resposta dependendo de como o jogador aborda os níveis. Apesar de Mankind Divided não possuir um modo multijogador, Breach inclui tabelas de líderes mundiais que permitem que os jogadores comparem seus pontos com outros. Recompensas pela finalização de níveis incluem prêmios randômicos e itens que alteram elementos da jogabilidade em mapas individuais.

## Sinopse

### Mundo
Makind Divided se passa em 2029, dois anos depois dos eventos de Deus Ex: Human Revolution. A série Deus Ex se passa em um futuro cyberpunk distópico com organizações secretas e conspirações: dentre essas forças estão os Illuminati. Nas décadas precedentes ao jogo anterior, avanços em biotecnologia e cibernética levaram ao desenvolvimento de "aprimoramentos", órgãos artificiais avançados capazes de melhorar e aumentar a performance do corpo humano; o preço disso é a necessidade de tomar neuropozina, uma droga imunossupressora limitada e cara que impede que o corpo rejeite a tecnologia. A criação dos aprimoramentos criou novas divisões sociais entre aqueles que usam os implantes tecnológicos, aqueles muito pobres para pagar por eles e aqueles que são contra ou incapazes de usá-los.
Durante os eventos de Human Revolution, os Illuminati criaram um plano de implantar um biochip em pessoas aprimoradas a fim de controlá-las. Eles foram enfrentados por Adam Jensen, chefe de segurança das Indústrias Sarif que recebe diversos implantes depois de um ataque tê-lo deixado gravemente ferido. Hugh Darrow, um membro dos Illuminati, subverteu o plano com a intenção de colocar a humanidade contra os aprimoramentos, transmitindo um sinal da base de pesquisa ártica de Panchea que fez com que qualquer um com o biochip entrasse em um frenesi assassino. Esse caos em massa foi posteriormente chamado de "Incidente dos Aprimorados". Jensen consegue parar o sinal e fica com uma escolha: transmitir histórias que apoiam Darrow, os Illuminati ou a Sarif, ou destruir Panchea e deixar a humanidade decidir o que fazer. Jensen destrói Panchea no final canônico, porém o trauma social do Incidente dos Aprimorados e a manipulação dos Illuminati faz com que a sociedade estigmatize pessoas aprimoradas. A humanidade iniciou um "apartheid mecânico" contra aprimorados na época em que em que Mankind Divided se passa, segregando-os em guetos e tirando muitos de seus direitos.
A história se foca em eventos ocorrendo na cidade de Praga, República Tcheca, com alguns segmentos se passando em Dubai nos Emirados Árabes Unidos e em Londres no Reino Unido. Várias facções desempenham papéis importantes no mundo. Uma das mais importantes são os Illuminati, um grupo de elites corporativas que influenciam a sociedade humana para benefício próprio. Seus oponentes são o Coletivo Jaganata, um grupo de hacktivistas liderados pelo misterioso Janus, servindo como precursores dos movimentos clandestinos do Deus Ex original. As duas principais facções no enredo de Makind Divided são a Força-Tarefa 29 (FT-29), uma equipe antiterrorista da Interpol baseada em Praga; e a Coalizão pelos Direitos dos Aprimorados (ARC), originalmente um grupo de auxílio para pessoas aprimoradas e agora um órgão controverso que se opõe ao abuso sofrido pelos aprimorados. A ARC chama a atenção da FT-29 pois antigos membros são conectados com ações terroristas em Praga.

### Personagens

Adam Jensen, o protagonista de Mankind Divided.

Adam Jensen, o protagonista de Human Revolution, retorna como personagem principal; ele foi dado como morto depois da destruição de Panchea, porém na verdade foi resgatado e secretamente implantado com novos aprimoramentos de última geração. Jensen, devido um traço genético que lhe permite usar aprimoramentos sem a necessidade de tomar neuropozina, ocupa um meio-termo entre humanos que desconfiam de aprimorados e aqueles cujos aprimoramentos estão decaindo pela falta droga. Ele junta-se à FT-29 ao retornar, tornando-se um agente duplo para o Coletivo Jaganata em sua busca para expor os Illuminati. Jensen interage com o misterioso líder Janus através de Alex Vega. Seus colegas na FT-29 incluem o diretor Jim Miller e a psicóloga Delara Auzenne. Seus principais aponentes na ARC são seu líder Talos Rucker e também Viktor Marchenko, um membro que recorre a ações terroristas. Dentre os personagens importantes nos conteúdos para download, destacam-se Frank Pritchard, um antigo associado das Indústrias Sarif; ShadowChild, uma hacker habilidosa com rancor contra o Banco Palisade; e Hector Guerrero, um agente infiltrado na "Pent House", uma prisão para criminosos aprimorados.

### Enredo
Jensen sai em uma missão junto com a FT-29 em Dubai, onde são atacados por mercenários aprimorados. Ele retorna para Praga e encontra-se com Vega, com ambos sendo pegos em um atentando a bomba em uma estação de trem que danifica os implantes de Jensen. Ele os repara e descobre que aprimoramentos secretos foram instalados em seu corpo depois da destruição de Panchea. Jensen retorna para a FT-29 e espiona um encontro de Miller com seus superiores e descobre que as Nações Unidas vai culpar a ARC pelos ataques. Miller o envia para o gueto de aprimorados do Complexo Utulek, onde confronta Rucker, que morre misteriosamente depois de afirmar que a ARC não foi responsável pelos atentados. Marchenko assume a liderança do grupo e começa a transformar a ARC em uma militância. Jensen em seguida descobre que Joseph Manderley, diretor da FT-29, e Bob Page, presidente da corporação VersaLife – dois Illuminati proeminentes – usaram uma arma biológica chamada de "Orquídea" para matar Rucker.
A morte de Rucker cria agitações públicas dentre a população aprimorada, acabando por levar Praga a ficar sob lei marcial. Jensen, com a ajuda de Vega e Janus, descobre duas oportunidades diferentes para confrontar Marchenko: os dados sobre a Orquídea guardados no Banco Palisade e uma fanática ex-soldado aprimorada chamada Allison Stanek que ajudou a produzir a bomba da estação de trem. Independente da rota escolhida, Jensen se infiltra na base de Marchenko nos alpes suíços, porém é descoberto e infectado com a Orquídea. Ele sobrevive devido seus traços genéticos e entrega uma amostra da arma biológica a Vega para que seja estudada. Jensen parte para espionar uma família criminal local e descobre que Marchenko está planejando um ataque contra Nathaniel Brown em uma conferência a ser realizada em Londres. Brown está fazendo campanha contra a Lei da Restauração Humana, uma lei apoiada pelos Illuminati que irá segregar aprimorados permanentemente na cidade isolada de Rabi'ah.
Jensen não consegue convencer Brown do perigo, confrontando os homens de Marchenko enquanto eles se infiltram no evento, com Miller sendo infectado com a Orquídea; o destino deste depende das ações anteriores de Jensen. Caso Brown não seja salvo, sua morte nas mãos da ARC aumenta o apoio pelo Ato de Restauração Humana, enquanto salvá-lo lhe permite bloquear a lei. Jensen pode matar ou prender Marchenko. Independente da escolha, Vega jura que o Coletivo Jaganata irá perseguir Manderley e Page, com Jensen insistindo que Vega lhe apresente pessoalmente a Janus. Na cena pós-créditos, Lucius DeBeers, líder do conselho dos Illuminati, conversa com seus companheiros sobre acompanharem Jensen de perto. Em seguida ele fala com Auzenne, sua agente infiltrada na FT-29, revelando que estão usando Jensen para encontrarem Janus.
A narrativa é expandida através de uma série de conteúdos para download chamados de "Crônicas do Jensen". Em Medidas Desesperadas, Jensen descobre que imagens do atentado a bomba foram editadas por um membro da Tarvos Security para proteger um familiar. Em Brecha no Sistema, ele é contatado por Prichard a fim de entrar em um cofre da Palisade e investigar as logísticas da Rabi'ah. Jensen se infiltra com a ajuda de ShadowChild, com os dois sendo forçados a fazer um buraco permanente no firewall do cofre como distração depois do avatar de Prichard ter ficado preso no sistema. Em Um Passado Criminoso, Jensen conversa com Auzenne sobre uma missão de infiltração na Pent House depois do contato com Guerrero ter sido perdido. Jensen envolve-se em uma rebelião de prisioneiros e descobre uma operação de coleta de aprimoramentos chamada de Ferro-Velho, que usa um prisioneiro chamado Reparador para realizar as cirurgias. Guerrero afiliou-se com a Ferro-Velho e quer matar o Reparador depois deste ter descoberto sua verdadeira identidade. Jensen pode acalmar a situação ou escolher um lado, levando a finais diferentes para Guerrero e o Reparador.

## Desenvolvimento
A Eidos-Montréal desenvolveu Deus Ex: Human Revolution como uma prequela do Deus Ex original e um recomeço para a série depois de vários anos em hiato. Apesar de Human Revolution ter gerado ceticismo durante seu processo de produção, ele foi lançado em 2011 para um sucesso comercial e de crítica. A roteirista chefe Mary DeMarle afirmou que a equipe não tinha planos para uma sequência no decorrer do desenvolvimento de Human Revolution, pois seu objetivo principal era trazer a franquia Deus Ex de volta ao público. Os desenvolvedores perceberam ao final que eles queriam e precisavam criar uma sequência. A produção de Mankind Divided começou em 2011 logo após a finalização de The Missing Link, a expansão de Human Revolution. O objetivo era melhorar e refinar a experiência, mantendo os elementos bem recebidos e aprimorando aqueles que tinham sido criticados no lançamento ou deixados sem polimento por limitações de tempo. A produção da sequência durou cinco anos; este longo período foi explicado por DeMarle e diretor de jogabilidade Patrick Fortier devido a tecnologia atualizada e a profundidade narrativa. A produção foi finalizada em 29 de julho de 2016.

### Narrativa
A inspiração para a narrativa de Mankind Divided veio do "Incidente dos Aprimorados" iniciado durante os últimos momentos de Human Revolution, com a equipe desejando explorar seu impacto e consequências. O jogo anterior terminou com uma escolha do jogador, porém os desenvolvedores perceberam que a população do mundo estaria ocupada lidando com a tragédia para prestar muita atenção, com isso permitindo o desenvolvimento de uma sequência que permitisse que cada uma das escolhas do jogador fosse válida. DeMarle ficou encarregada de todo o projeto narrativo, supervisionando uma grande equipe de roteiristas. Estes foram divididos em times, com alguns cuidando da história principal junto com DeMarle, outros se dedicando a missões paralelas, enquanto outros ficaram encarregados de elementos como árvores de diálogo com personagens chefões. O produtor Olivier Proulx afirmou que a Eidos Montréal desejava redesenhar toda a estrutura narrativa para que houvesse menos oportunidades do jogador criar diferentes arquivos de salvamento com o objetivo de jogar por finais diferentes, que era o caso em Human Revolution. Isto foi realizado ao espalhar pontos importantes da narrativa por todo o enredo até o final, fazendo com que impactassem elementos como diálogos e opções de história nos segmentos finais. Alguns elementos de enredo foram deixados sem resolução ao final de Mankind Divided, o que DeMarle atribuiu a limites de tempo de produção causados pelas ambições narrativas do jogo nos altos níveis de detalhe.
Fortier comentou que desejava que a narrativa evoluísse realisticamente a partir do foco em transumanismo abordado no jogo anterior. Isto levou a incorporação do tema da discriminação, já que parecia o resultado lógico das divisões sociais criadas pelo surgimento dos aprimoramentos. Apesar desses temas alinharem com vários eventos do mundo real na época, o produtor afirmou que isto foi mais coincidência do que algo planejado, já que o foco da equipe era construir o mundo como imaginavam em vez de referenciar a realidade. Estes elementos também encaixavam-se tanto com a ambientação cyberpunk da série, quanto com sua ênfase em teorias da conspiração. A escolha da cidade de Praga na República Tcheca como o local em que o jogo se passa ocorreu pelo desejo dos desenvolvedores por um foco europeu depois de boa parte de Human Revolution se passar na América do Norte. Praga era um bom exemplo de uma cidade antiga com uma mistura de arquitetura nova e antiga. Ela também foi escolhida devido ao mito local do golem, que foi referenciado por meio da Cidade Golem, nome informal do gueto criado no Complexo Utelek.
Uma consideração que DeMarle precisava se lembrar constantemente era a narrativa já estabelecida pelo Deus Ex original. Ela essa questão como um caso da história sendo escrita pelos vencedores, com aquilo que era conhecido no presente que não sendo preciso. Isto encaixava-se com um dos temas de Mankind Divided que era a busca pela verdade. Informações suplementares espalhadas pelo jogo ajudaram a conectar este título e Human Revolution com o futuro da continuidade de Deus Ex. Os Illuminati, antagonistas de toda a série, foram retratados de forma diferente em Mankind Divided quando comparados ao jogo original, que foram descritos como sendo parte de uma "paranoia dos anos 90 no estilo X-Files". DeMarle em vez disso os escreveu como uma elite frouxamente aliada que vai atrás de seus próprios objetivos. Por sua vez, ela comparou os Illuminati de Mankind Divided com o modo como banqueiros poderosos foram escritos no livro Too Big to Fail. Ambos eram muito arrogantes sobre uma causa comum, com esta encarnação sendo o mais próximo que a roteirista conseguiu de uma versão ficcional realista dos Illuminati.
Uma das primeiras decisões foi trazer Adam Jensen de Human Revolution de volta para Mankind Divided. Proulx explicou que isso se deu por causa de sua persona de "fodão" e por ser um favorito entre a equipe. DeMarle originalmente não imaginava o personagem tendo uma vida longa dentro da franquia, com um de seus rascunhos para Human Revolution dizendo que ele morria ao final do jogo. Uma parte importante da representação de Jensen em Mankind Divided era ele abraçar os aprimoramentos em seu corpo que haviam sido colocados à força. O diretor Jean-François Dugas descreveu o personagem como "uma ferramenta e uma arma", com ele na época do novo jogo tendo aceitado sua situação como aprimorado e decidido usar seus dispositivos tanto para um bem maior quanto para seus objetivos pessoais. Enquanto Jensen em Human Revolution era reativo, DeMarle o escreveu em Mankind Divided com a intenção de que fosse mais proativo. Um exemplo disso foram suas interações com Jim Miller, que precisavam levar em conta sua persona retrabalhada e as necessidades de um jogo baseado em missões. O ator Elias Toufexis retornou como a voz de Jensen, sendo chamado para começar as gravações em 2013. Toufexis descreveu o processo como fácil por já conhecer o personagem melhor, porém ainda assim existia um grau de dificuldade já que a personalidade de Jensen era no fim definida pelo jogador. Para isso, o ator precisou ter várias versões do personagem em sua cabeça para que pudesse alterar sua voz de acordo.

### Projeto técnico
Dugas, ao discutir a abordagem da equipe para o projeto de jogo de Mankind Divided, afirmou que enquanto o primeiro jogo foi caracterizado de forma geral por sua "ingenuidade", o segundo necessitou de coragem para alavancar a jogabilidade de Deus Ex para "o próximo nível". Apesar da fundação sólida estabelecida em Human Revolution, os desenvolvedores queriam evoluir a partir disso e abordar os diversos problemas levantados por críticos e jogadores. Pontos em particular destacados foram problemas de equilíbrio, mecânicas rígidas, combate fraco e batalhas de chefões que pareciam punir um estilo de jogo não-letal. Alguns desses problemas foram resolvidos pela equipe com o corte do diretor de Human Revolution lançado em 2013, com as opiniões permitindo que os desenvolvedores equilibrassem e ajustassem Mankind Divided ainda mais. A jogabilidade também refletia os temas da narrativa sobre a aceitação de Jensen de seus aprimoramentos.
A equipe, ao criar a jogabilidade, focou-se em estabelecer um ambiente imersivo e oportunidades para escolha do jogador, indo desde exploração não-linear até a realização de objetivos; estas necessidades precisavam ser implementadas em grande e pequena escala. O sistema de melhoramento por meio de Praxis foi mantido de Human Revolution, com as armas sendo baseadas em contrapartes da vida real. O sistema de inteligência artificial foi melhorado com a criação de dois subsistemas diferentes para combate aberto e furtividade que reagem diferentemente e fazer uma transição homogênea baseada nas ações do jogador. Os aprimoramentos foram projetos a partir de telemetria coletada em Human Revolution, que mostrava quais eram populares com os jogadores. A equipe avaliou o valor dos confrontos com os chefões a partir de seu contexto, incluindo tanto batalhas clássicas que precisavam ser travadas quanto encontros que podiam ser navegadas usando apenas diálogo. Apesar de Fortier não desejar nenhum confronto no estilo clássico, ele percebeu que as limitações mecânicas exigiam isso. As respostas às batalhas de chefões terceirizadas em Human Revolution, os confrontos de Mankind Divided foram desenvolvidas inteiramente pela Eidos Montréal, com cada encontro sendo navegável por meio de conversas ou oferecendo opções não-letais aos jogadores.
O modo Breach surgiu quando a equipe quis separar-se do realismo do jogo principal. Uma equipe dedicada liderada pelo produtor Fleur Marty criou Breach com o objetivo de levar as mecânicas de Mankind Divided para uma ambientação não-realista. Os desenvolvedores também queriam experimentar com um modo multijogador, porém decidiram criar um sistema assíncrono porque isso seria difícil de se implementar e explicar dentro da ambientação de Deus Ex. A equipe também implementou elementos que encorajavam velocidade para completar os níveis. Versões iniciais tinham um caminho mais difícil até o fim de cada nível, porém isto mudou por causa de seu impacto negativo na jogabilidade furtiva. Microtransações foram incluídas, porém Marty garantiu que os jogadores não seriam obrigados a comprar coisa alguma caso não quisessem. O objetivo era fazer o sistema "mais leve que Hearthstone", já que Breach foi lançada como parte do jogo principal em vez de um título autônomo gratuito.

### Tecnologia
O motor de jogo de Mankind Divided é a Dawn Engine, projetada especificamente para os consoles da oitava geração. Ela foi construída a partir da Glacier 2, um motor originalmente criado pelaIO Interactive. A equipe tinha várias opções ao avaliar qual tecnologia poderiam usar depois de Human Revolution. Estas incluíam a Unreal Engine, que na época estava sendo usada por outra equipe da Eidos Montréal para desenvolver Thief de 2014; a CDC Engine criada pela Crystal Dynamics para Tomb Raider: Underworld e empregada em Tomb Raider de 2013; e a Glacier 2 da IO Interactive utilizada em Hitman: Absolution. Os desenvolvedores acabaram escolhendo esta última por causa de seu conjunto maior de ferramentas, expandindo a partir de sua estrutura básica a fim de criarem a Dawn Engine. Como parte das modificações, a equipe colocou um novo sistema de renderização baseada em física e um novo sistema de animação. O motor de jogo também foi otimizado para poder servir melhor à fundação narrativa do jogo.
A criação dos ambientes foi um desafio para os desenvolvedores, já que queriam que fossem os mais realistas possível enquanto permaneciam dentro das limitações do projeto de jogo e da tecnologia disponível. Os penteados dos personagens foram pensados para parecerem reais e foram animados com uma tecnologia interna baseada na TressFX. Programação específica para iluminação permitiu que o realismo fosse mantido mesmo com alterações nas condições de luz. Escala ambiental foi um problema, já que salas com proporções realistas e cheias de detalhes eram muito grandes para encaixarem-se dentro de suas estruturas exteriores, assim a equipe usou truques de programação a fim de manter a ilusão de realismo. Vários filtros de iluminação foram criados para que um sistema de luz realista pudesse ser estabelecido. O uso da luz também foi usado para reforçar os temas artísticos do jogo. Tecnologia própria foi usada nos filtros antiserrilhamento para que as imagens permanecessem suaves ao navegar pelos ambientes.
Um elemento importante da Glacier 2 que foi mantido na Dawn Engine foi seu "sistema de entidade", um sistema avançado de inteligência artificial que permitia a rápida criação de novos comportamentos da inteligência baseada em projetos já existentes, dessa forma fazendo-se desnecessário a presença de um programador dedicado. A vantagem da Dawn Engine era sua capacidade de sustentar um grande número de entidades ao mesmo tempo, o que era adequado para grandes ambientes. Essa arquitetura permitiu que os artistas se envolvessem bem de perto com os times de projeto de nível. A tecnologia mais poderosa também possibilitou a inclusão de mais objetos interativos e ambientais, além de elementos centrais da franquia Deus Ex como dutos de ar e coberturas. A equipe queria evitar ter qualquer barreiras óbvias impedindo que os jogadores se movessem além dos limites do mapa, assim integraram algumas áreas no ambiente e fizeram todas as ruas terminarem em outras para criar uma ilusão de escala.

### Arte

Arte conceitual do Complexo Utelek, que foi baseado na Cidade de Kowloon em Hong Kong.

O diretor de arte de Mankind Divided foi Martin Dubeau. Jonathan Jacques-Belletête, o diretor de arte original de Human Revolution, permaneceu na equipe como diretor de arte executivo. Assim como no jogo anterior, obras de arte do período do Renascimento serviram de inspiração para a equipe, incluindo artistas como Johannes Vermeer, Rembrandt e Leonardo da Vinci. A atitude da humanidade sobre os aprimoramentos foi descrita como uma metáfora e expressão da transição entre a Idade das Trevas e o Iluminismo. O dourado continuou a ser uma representação simbólica das facções pró-aprimoramentos. Apesar de preto e dourado terem sido as principais cores de Human Revolution, seu uso em Mankind Divided foi menor devido a situação narrativa, em vez disso empregando muito mais azul e cinza a fim de criar uma ambientação mais deprimida. O objetivo na criação do mundo de jogo era fazer as locações serem reconhecíveis ao mesmo tempo que elementos cyberpunk e futuristas eram adicionados, já que a história se passa em um futuro não tão distante. Dubeau representou o tom mais deprimente e as reações mais violentas contra aprimoramentos ao usar "materiais frios, brutos e opacos" para a arquitetura moderna. O Complexo Utelek, o gueto de Praga para pessoas aprimoradas, foi baseado na Cidade Murada de Kowloon em Hong Kong e em habitações corporativas. Para o locação em Dubai, a equipe se inspirou nas obras de Zaha Hadid.
As ruas e edifícios de Praga demoraram seis semanas para serem construídos, porém foram necessários dois anos para que tudo fosse customizado, com mais alguns meses de polimento. O objetivo dos desenvolvedores era customizar o máximo de ambientes possíveis com o objetivo de que eles não parecessem repetitivos. A equipe de arte esteve sempre em contato e colaboração com as equipes de projeto e de narrativa para que os ambientes se adequassem o melhor possível às necessidades de cada área. Um dos elementos que atraiu a equipe para a cidade de Praga foi a variedade presente de estilos arquitetônicos e as possibilidades que isso apresentava para a adição de uma camada de arquitetura futurista de Deus Ex. O nível é dividido em três áreas com graus diferentes de tecnologia: o distrito pobre, o distrito antigo e o distrito moderno. O primeiro foi focado na arquitetura tradicional de Praga e possui poucos elementos modernos, enquanto o segundo tem uma quantidade intermediária de arquitetura moderna que se destaca mais durante a noite, e por fim o último é onde a maior parte dos adições modernas estão localizadas, com alguns edifícios antigos sendo completamente substituídos por novos.
Jensen teve seu visual alterado para Mankind Divided, referenciando sua aparência em Human Revolution e evolução após os eventos do final do jogo. Apesar de Jacques-Belletête ter ficado satisfeito com o visual do título anterior, Dubeau queria usá-lo como ponto de partida para uma nova aparência. A equipe de arte trabalhou no desenho por um tempo até decidirem colaborarem com um parceiro externo. Eles entraram em contato com Errolson Hugh, estilista cofundador da marca Acronym, para desenhar a jaqueta de Jensen. Seu novo vestuário tinha o objetivo de transmitir uma sensação militar, incorpor os elementos estilísticos de sua versão anterior e elementos comuns nos trabalhos de Hugh, além de fechos práticos e alterações para acomodar os aprimoramentos de Jensen. O desenho de Marchenko refletia uma vida de trabalho e dificuldades. O personagem de Rucker foi pensado como simbólico de suas próprias dificuldades e sua posição na ARC. Sua cena de morte também incluía a presença simbólica de um pôr do sol, que Dubeau afirmou representar a morte da ciber-Renascença. A aparência dos policiais refletia o tema de "regressão", com suas armaduras sendo inspiradas em cavaleiros medievais. Hugh e a Acronym também colaboraram em desenhos gerais de roupas do jogo. Muitos figurinos foram inspirados nos trabalhos do estilista Gareth Pugh.

### Música
Michael McCann, o compositor da trilha sonora de Human Revolution, retornou para trabalhar em Mankind Divided. Sascha Dikiciyan, compositor de jogos como Borderlands e Tron: Evolution, também juntou-se a equipe para trabalhar na música. Segundo o diretor de áudio Steve Szczepkowski, a equipe queria construir a partir das fundações estabelecidas no jogo anterior ao mesmo tempo que comunicavam os temas mais sombrias da sequência, com sua grande escala fazendo com que procurassem alguém para ajudar McCann. Szczepkowski, já tendo escutado os trabalhos de Dikiciyan, entrou em contato com o compositor sobre entrar no projeto. Dikiciyan compartilhava o mesmo entusiasmo pela série e concordou fazer parte. A música para o modo Breach foi composta por Ed Harrison. Já a música tocada nos créditos finais foi composta por Misha Mansoor da banda de metal progressivo Periphery. Duas versões diferentes da trilha sonora foram lançadas comercialmente em 2 de dezembro de 2017 pela gravadora Sumthing Else Music Works: a primeira foi um álbum "padrão" e a segunda foi uma "edição expandida" em dois CDs que continha catorze faixas a mais que a edição normal. Já um álbum com a trilha sonora de Breach foi lançado digitalmente de forma gratuita em 30 de maio de 2017 pela Eidos Montréal.

## Lançamento
A existência de Mankind Divided foi confirmada em outubro de 2013 por um comunicado de imprensa da Eidos Montréal sobre a série Deus Ex. Ele faz parte de um projeto mais amplo chamado de Deus Ex Universe, que é formado de jogos e mídias adicionais pensados para expandir o mundo em que a série se passa. Seu anúncio vazou um dia antes de sua revelação oficial em abril de 2015; ele foi originalmente confirmado para PlayStation 4, Xbox One e Microsoft Windows. A revelação foi a culminação de um evento promocional de três dias organizado pela Eidos Montréal e pela publicadora Square Enix. O evento foi chamado de "Não se Pode Matar o Progresso" e tinha uma transmissão ao vivo no Twitch de um homem andando, dormindo e meditando em uma sala. Os espectadores podiam alterar os ângulos de câmera e votarem em como o homem deveria agir em um interrogatório. Esta campanha foi inspirada na narrativa de escolhas de Deus Ex e tinha a intenção de mostrar aos fãs que a série tinha voltado.
O trailer de revelação foi produzido pela Visual Works, o departamento de efeitos visuais da Square Enix. A Visual Works esteve envolvida com a franquia Deus Ex e com a Eidos Montréal desde que a Square Enix comprou em 2009 a Eidos Interactive, a antiga dona da série. O modelo de personagem de Jensen foi baseado em seus modelos de computação gráfica de Human Revolution e nos documentos de projeto da Eidos Montréal. Os desenvolvedores colaboraram com a Visual Works sobre o conteúdo e estética do trailer. Enquanto seus projetos anteriores tinham ambientações inspiradas em fantasia europeia ou futuros de ficção científica, a equipe desta vez foi capaz de usar uma versão real de Praga como referência para as cenas mostrando o atentando a bomba. As cenas de ação precisaram ser trabalhadas com antecedência com atores de captura de movimento. A cena mais difícil para a Visual Works foi a sequência em que Jensen ativava seu aprimoramento de Armadura Titã para poder bloquear uma rajada de balas.
A versão para Microsoft Windows foi desenvolvida pela Nixxes Software e Advanced Micro Devices (AMD). O foco na criação da versão para computadores era o esquema de controles e as várias opções gráficas para os diferentes tipos de sistemas. A Nixxes faz parceria com a AMD com o objetivo de garantir uma performance tranquila do jogo em sistemas DirectX 12. Este incluía uma nova interface de programação de aplicações que era similar a aquelas usadas nos consoles, permitindo assim uma otimização equivalente e troca de melhoramentos tecnológicos. Uma prioridade dos gráficos da versão de Microsoft Windows era aprimorar o bokeh e profundidade de campo a fim de criar um ambiente mais realista. Estes efeitos foram implementados através da AOFX, parte da ferramenta middleware GPUOpen da AMD. Outro melhoramento ocorreu nos efeitos dos cabelos da TresFX, que foi tão alterada pela AMD que foi rebatizada como uma nova ferramenta gráfica chamada PureHair.
Mankind Divided seria lançado em 23 de fevereiro de 2016. Entretanto, a equipe anunciou em novembro de 2015 que o título seria adiado para 23 de agosto para que pudessem ter mais tempo para polirem o jogo para a qualidade que os jogadores esperavam. Mankind Divided foi lançado em quatro edições diferentes: padrão, Dia Um, Luxo Digital e Colecionador. A edição padrão vinha apenas com o jogo, enquanto todas as outras três versões continham o jogo mais itens bônus para download na forma de equipamentos para Jensen, algumas faixas da trilha sonora, o conteúdo extra Medidas Desesperadas e livros digitais. A Edição de Luxo Digital dava acesso a todos os conteúdos para download, já a Edição de Colecionador vinha com uma caixa de metal para o jogo, um boneco de Jensen, um livro com artes conceituais e uma caixa preta e dourada para todos os itens. Um bônus de pré-venda para a edição de Microsoft Windows incluía um pacote com a voz de Jensen para o jogo Dota 2. Conversões para Linux e macOS foram desenvolvidas pela Feral Interactive. A versão de Linux estreou em 3 de novembro de 2016, enquanto a de macOS em 12 de dezembro de 2017.

### Controvérsias
Mankind Divided foi alvo de controvérsias devido o uso da palavra "apartheid" como parte de sua campanha de divulgação. As críticas vinham das associações históricas com o "apartheid", um sistema de segregação racial implementado na África do Sul durante boa parte do século XX. Membros da equipe de desenvolvimento defenderam o uso do termo por causa de sua relevância para o assunto abordado pelo jogo. Mais controvérsias surgiram entre o público por causa do uso da frase "Aug Lives Matter" em artes promocionais para o jogo. O slogan é bem similar a Black Lives Matter, um grupo ativista que trabalha contra o racismo de pessoas negras. A Eidos Montréal respondeu que a similaridade era uma coincidência em vez de uma referência direta, com sua escolha tendo ocorrido antes do surgimento do movimento em 2013.
Uma das campanhas de divulgação original de Mankind Divided envolvia um sistema de pré-venda dividida por níveis; eram cinco níveis ao todo e cada um tinha bônus de pré-venda específicos, com os jogadores que tivessem pré-comprado o jogo podendo escolher itens de cada nível dependendo de quantas pré-compras já tinham ocorrido mundialmente até aquele momento. O nível mais alto permitia que os jogadores tivessem acesso ao jogo quatro dias antes de sua data de estreia oficial. Segundo a Square Enix, esse sistema tinha a intenção de oferecer mais liberdade aos jogadores sobre qual conteúdo de pré-venda eles receberiam, em vez de deixar os desenvolvedores escolherem os conteúdos dos pacotes para lançamento em cada região do mundo. Jornalistas e fãs muito criticaram esse estilo de pré-venda. O sistema foi cancelado por causa das reações negativas e todo conteúdo extra foi disponibilizado para aqueles que tinham pré-comprado o jogo ou comprado a Edição Dia Um. Houve também opiniões negativas após o lançamento devido o uso de microtransações, além de rumores sobre problemas internos com o desenvolvimento do jogo.

### Conteúdo extra
Uma série de quadrinhos limitada chamada Deus Ex Universe: Children's Crusade foi produzida e lançada previamente ao jogo. A história foi escrita por Alexander C. Irvine com ilustrações de Marco Turini e John Aggs, se passando antes dos eventos de Mankind Divided e detalhando a primeira missão de Jensen na FT-29. O quadrinho foi publicado pela Titan Comics em cinco edições entre 10 de fevereiro e 29 de junho de 2016, com uma coleção completa sendo publicada em 30 de agosto de 2016. Um outro quadrinho, intitulado Deus Ex Universe: The Dawning Darkness, foi incluído como parte das edições especiais do jogo, também tendo sido escrito por Irvine e ilustrado por Aggs. O romance spin-off Deus Ex: Black Light foi escrito por James Swallow, se passando entre os dois jogos e acompanhando Jensen imediatamente após o Incidente dos Aprimorados. O livro foi anunciado em maio de 2016 e publicado pela Titan Books no dia de estreia do jogo. Swallow também escreveu a novela Deus Ex: Hard Line, lançada digitalmente com as edições especiais de Mankind Divided. The Dawning Darkness e Hard Line foram posteriormente disponibilizadas gratuitamente pela Square Enix em janeiro de 2017.
A equipe, depois do lançamento do jogo, passou a focar-se nos conteúdos extras pós-lançamento, que iam desde episódios de história para download até atualizações para o modo Breach. Uma versão autônoma de Breach foi lançada digitalmente na Steam em 24 de janeiro de 2017. No mesmo dia também estreou Deus Ex: Mankind Divided – VR Experience, um passeio não-interativo em realidade virtual por quatro ambientes tirados de Mankind Divided. O acesso aos conteúdos para download podia ocorrer por meio de compras separadas ou por um passe de temporada que era parte das edições de Luxo e Colecionador. Os episódios de história foram lançados sob o nome de "Crônicas do Jensen". Medidas Desesperadas, uma missão curta que se passa antes dos eventos jogo, foi lançado como bônus de pré-venda e depois foi disponibilizado gratuitamente em janeiro de 2017. Em seguida veio Brecha no Sistema, que estreou um mês depois de Mankind Divided em 23 de setembro. Além de uma nova área de Praga para explorar, sua narrativa dava uma explicação para o modo Breach. A última expansão foi Um Passado Criminoso, disponibilizada em 24 de janeiro de 2017.

## Recepção

### Crítica
Mankind Divided foi bem recebido pela crítica especializada ao ser lançado. No agregador de resenhas Metacritic, o jogo tem uma nota de 83/100 tanto em Microsoft Windows quanto em Xbox One e 84/100 em PlayStation 4. Suas duas últimas expansões também tiveram uma recepção positiva: Brecha no Sistema tem uma avaliação de 75/100 no PlayStation 4, enquanto Um Passado Criminoso tem uma aprovação de de 73/100 em Microsoft Windows e 81/100 no PlayStation 4.
Nick Plessas da Electronic Gaming Monthly gostou da natureza fechada da narrativa e de como o jogo deu uma personalidade a Jensen ao mesmo tempo que o manteve branco para o jogador. Edwin Evans-Thirlwell da Eurogamer achou que a estrutura da história estava entre as melhores de seu gênero, enquanto Andrew Reiner da Game Informer sentiu que Mankind Divided sacrificou o potencial de sua narrativa a fim de dar mais destaque para seus temas. Nicholas Tan, escrevendo para a Game Revolution, disse que o enredo era "bem sucedido na sua habilidade de manobrar e tecer juntos vários temas complexos e modernos". Edmond Tran da GameSpot gostou do tom da narrativa, porém sentiu que muitos jogadores poderiam achá-la complexa. Phil Savage para a GamesRadar elogiou a história de conspiração trazida de Human Revolution, porém escreveu que isto deixou o enredo principal e seus personagens subdesenvolvidos. Vince Ingenito da IGN afirmou que a história era "bem produzida", já Andy Kelly da PC Gamer achou que as missões paralelas eram mais interessantes que a narrativa principal. Arthur Gies da Polygon achou que os maiores pontos fortes de Mankind Divided eram sua narrativa ambiental e missões paralelas. Muitos jornalistas criticaram a curta duração da campanha e problemas com o roteiro de seus personagens e enredo. Também houve reclamações sobre como o jogo lidou com seus temas, particularmente contrastando com as controvérsias de sua campanha de divulgação.
Falando sobre o sistema de nível e equilíbrio, Plessas foi de forma geral positivo, porém achou que a inteligência artificial tinha problemas. Evans-Thirlwell percebeu uma ênfase nas áreas de furtividade e hack, gostando da liberdade oferecida aos jogadores para abordarem missões da forma que desejavam. Reiner achou que uma abordagem de ação era menos atrativa, em relação a uma furtiva, por causa da inteligência artificial, porém no geral gostou das mecânicas furtivas e seus aprimoramentos associados. Tan elogiou a expansão das opções do jogador, porém comentou que o hack tinha sido simplificado quando relação a Human Revolution. Tran falou bem da variedade de abordagens que poderiam ser empregadas em situações diferentes, além do sistema de aprimoramentos, mesmo achando ruins alguns dos aprimoramentos novos por seu impacto negligente. Savage escreveu que Mankind Divided era "um jogo que é melhor aproveitado lenta e deliberadamente" por causa da combinação da melhora dos aprimoramentos e novas opções de customização. Ingenito elogiou a experiência de jogabilidade como um todo, salientado melhoras no combate e interface de usuário em relação a Human Revolution, também gostando de novas adições como a customização de armas. Kelly chamou Mankind Divided de "um grande simulador imersivo com alguns dos melhores projetos de níveis em toda a série", elogiando a variedade da jogabilidade e as novas opções de aprimoramentos. Gies apreciou as variadas opções de jogabilidade apresentadas, porém disse que o jogo sutilmente incentivava o jogador a procurar uma abordagem furtiva não-letal, em detrimento a uma de mais ação, contradizendo o conceito central da escolha. O modo Breach foi elogiado de forma geral.
Reiner elogiou os visuais e a música, porém descreveu a dublagem como um caso de "acerto ou erro". Tan também falou bem dos gráficos do jogo, enquanto Tran gostou de explorar os ambientes de Praga por causa de seus desenhos e boa combinação de arquitetura realista com uma bem mais futurista. Savage afirmou que a ambientação de Mankind Divided era melhor do que a de Human Revolution, porém salientou as animações faciais ruins presente em alguns dos personagens menores. Ingenito também percebeu inconsistências nas animações faciais, mas escreveu que Praga fora "maravilhosamente realizada". Kelly falou bem dos gráficos e que o projeto de níveis era "brilhante", já Gies elogiou a natureza homogênea de Praga quando comparada a outros jogos contemporâneos.

### Vendas
Mankind Divided estreou na primeira locação nas tabelas de jogos eletrônicos mais vendidos do Reino Unido durante sua primeira semana. Apesar da boa performance, foi comentado que seus números foram inferiores ao lançamento de Human Revolution. Isto foi atribuído parcialmente a uma base instalada menor em consoles do que seu predecessor. Na América do Norte, o título foi o terceiro mais vendido de agosto atrás de Madden NFL 17 e No Man's Sky, com Mankind Divided sendo em parte creditado pelo aumento de nove por cento das vendas gerais de jogos e oito por cento de consoles em relação ao mesmo período do ano anterior. A Square Enix, em seu relatório para o ano fiscal de 2016, atribuiu o aumento de sua renda às vendas de Mankind Divided e outros títulos de 2016 como Final Fantasy XV.

### Prêmios
Mankind Divided venceu em seis categorias dos Prêmios de Jogos Eletrônicos Canadenses: Melhor Jogo de Console, Melhor Projeto de Jogo, Melhor Narrativa, Melhor Interpretação e Jogo do Ano. Já a Aliança dos Artistas Canadenses de Cinema, Televisão e Rádio premiou a atriz Victoria Sanchez, que interpretou Alex Vega, com o prêmio de Melhor Performance em um Jogo Eletrônico, com os atores Chimwemwe Miller e Claudia Besso, interpretes de Elias Chikane e Daria Myska, receberam indicações na mesma categoria. O título também foi indicado a Melhor Jogo de RPG no The Game Awards e por Inovação em Tecnologia de Jogos pela NAVGTR.

## Legado
Rumores começaram a circular logo depois do lançamento de Mankind Divided que uma possível sequência tinha sido cancelada e que a Square Enix tinha colocado a série Deus Ex em hiato por causa de números decepcionantes de vendas. Estes rumores foram agravados quando a Eidos Montréal passou a trabalhar em Shadow of the Tomb Raider e Avengers, este último um título produzido em parceria com a Marvel Entertainment. Tanto a Square Enix quanto a Eidos Montréal, falando em 2017 e depois em 2018, negaram os rumores de que a franquia tinha sido cancelada. Apesar da Eidos Montréal não estar trabalhando em outro título de Deus Ex no momento por causa de seus outros projetos, a empresa afirmou que retornaria para a série assim que tivesse a equipe disponível e a inclinação para produzi-lo.